# FCO Dijon
Dijon Football Côte-d'Or ist ein französischer Fußballverein aus Dijon, der Hauptstadt des französischen Départements Côte-d’Or in der Landschaft Bourgogne.

## Geschichte
Gegründet wurde er 1936 als Cercle Laïque Dijonnais. Diesen Namen trug der Klub bis 1991, dann hieß er Cercle Football Dijonnais und nahm nach Fusion mit Dijon FC 1998 seinen heutigen Namen an. Die Vereinsfarben sind Rot und Weiß; die Ligamannschaft spielt im städtischen Parc des Sports (Stade Gaston Gérard), das eine Kapazität von 15.000 Plätzen aufweist.

### Ligazugehörigkeit
Profistatus hat Dijon erst seit 2004. Erstklassig in der Ligue 1 spielte der Klub zum ersten Mal in der Saison 2011/12, jedoch vorerst nur für ein Jahr. In der Saison 2015/16 gelang dem Verein der Aufstieg in die Ligue 1 ein zweites Mal.

## Ehemalige bekannte Spieler
- Abasse Ba (2001–2007)
- Vedad Ibišević (2005/06)
- Thiago Schumacher (2007/08)
- Mickaël Tacalfred (2004–2008)
- Andrzej Zgutczyński (1987–1989)

## Erfolge
- Französischer Fußballpokal: Halbfinalist 2004

## Frauenfußball
Der FCO unterhält auch eine Frauenfußballabteilung, deren Spielerinnen in der Saison 2018/19 zum ersten Mal in der ersten französischen Liga antreten.